# Symfonie nr. 5 (Mozart)
Symfonie nr. 5 in Bes majeur, KV 22, is een symfonie van Wolfgang Amadeus Mozart. Hij schreef het stuk in december 1765 in Den Haag; vandaar dat het stuk soms ook wel wordt aangeduid als de "Haagse Symfonie" (Duits: Haager Symphonie).

## Orkestratie
De symfonie is geschreven voor:
- Twee hobo's.
- Twee hoorns.
- Strijkers.

## Delen
De symfonie bestaat uit drie delen:
1. Allegro, 4/4
2. Andante, 2/4
3. Allegro molto, 3/8